# Державне управління в Хорватії
Держа́вне управлі́ння в Хорва́тії (хорв. Državna uprava u Hrvatskoj) — система державного управління, покликана безпосередньо проводити в життя закони Хорватії, приймати для цього нормативно-правові акти, здійснювати адміністративний і інспекційний нагляд та інші адміністративні і професійні обов'язки. 
Завдання державного управління здійснюють органи державного управління, а окремі обов'язки державної служби можуть бути покладені також на місцеві і територіальні органи самоврядування або інші юридичні особи, які згідно з законом мають державні повноваження. 

## Органи державного управління
Органи державного управління у Республіці Хорватія такі:
- міністерства:
  - Міністерство фінансів
  - Міністерство оборони
  - Міністерство закордонних та європейських справ
  - Міністерство внутрішніх справ
  - Міністерство юстиції
  - Міністерство управління
  - Міністерство економіки
  - Міністерство регіонального розвитку та фондів ЄС
  - Міністерство підприємництва і ремесел
  - Міністерство праці та пенсійної системи
  - Міністерство морських справ, транспорту та інфраструктури
  - Міністерство сільського господарства
  - Міністерство туризму
  - Міністерство охорони довкілля і природи
  - Міністерство будівництва і територіального планування
  - Міністерство у справах ветеранів
  - Міністерство соціальної політики і молоді
  - Міністерство здоров'я
  - Міністерство науки, освіти і спорту
  - Міністерство культури
  - Міністерство державного майна

- центральні відомства: 
  - Державне управління з питань торговельної політики
  - Державна служба з централізованих держзакупівель
  - Державне управління у справах хорватів за межами Республіки Хорватія

- центральні адміністративні організації:
  - Державна геодезична служба
  - Державна служба захисту і порятунку
  - Державний гідрометеорологічний інститут
  - Державна інспекція
  - Державне бюро інтелектуальної власності
  - Державний інститут метрології
  - Державне управління з радіологічної та ядерної безпеки
  - Державне управління статистики

- установи державного управління у жупаніях (хорв. uredi državne uprave u županijama) — органи першої інстанції державного управління в жупаніях. У Хорватії створено 20 таких установ державного управління, і кожна з них виконує завдання з державного управління на території жупанії, для якої вона встановлена.